# ダニエル・オブ・セントトマス・ジェニファー
ダニエル・オブ・セントトマス・ジェニファー（英:Daniel of St. Thomas Jenifer、1723年-1790年11月16日）は、アメリカ合衆国の政治家であり建国の父である。イギリスとの紛争が本格化するずっと前に生まれ、長年メリーランド植民地政府の指導者であった。しかし、イギリスとの紛争が持ち上がると、愛国者側に付き、革命の不確実性にも拘わらず、植民地メリーランドの秩序ある社会を進んで捨てた。

## 初期の生活と植民地での経歴
ジェニファーは現在のメリーランド州チャールズ郡ポート・トバコの西の領地、コーツ・リタイアメント（現在はエラースリー）で、スウェーデンとイングランドの子孫である植民地農園主の息子として生まれた。若いときにメリーランドの最後の植民地領主2人の現地財務代理人である収入役を務めた。
ジェニファーはチャールズ郡の治安判事、後にメリーランドの西部巡回判事を務めた。メリーランドとペンシルベニアの境界論争を収める委員会（1760年）、さらに総督委員会、植民地の高等裁判所としても機能するメリーランド議会の上院、総督の上級顧問委員会（1773年-1776年）を歴任した。

## アメリカ独立戦争
ジェニファーは植民地政府に密接な繋がりがあったが、自身および植民地地主階級の大半が、植民地事情に勝手気ままに干渉するイギリスの議会のやり方、特に課税や貿易規制に関する法律に面して、強く不満を抱いた。独立への動きが始まる前に、メリーランドを王室領植民地としようとした者達に対して植民地領主の権益を守り、独立戦争が始まると、多くの愛国者の指導者が領主問題では敵対者であった事実にもかかわらず、富裕な土地所有者として愛国者側に相当の支持の手を差し伸べた。独立戦争のためにメリーランドの民兵隊を組織するために作られた愛国者の会議体であるメリーランド安全委員会の議長となった（1775年-1777年）。1776年に、メリーランド邦の新しい憲法が形作られたとき、ジェニファーはその文書が人民主権を無視しているとして、「上院は概して人民の子供であるようには見えない。よって異なる立法府の間で最も完全な連合を存続させるよりも長くは人民に支持されないであろう。」と述べた。大陸会議で邦の代表となり（1778年-1782年）、同時に邦上院の初代議長を務めた（1777年-1780年）。1782年から1785年は邦の財務長官を務め、土地所有者としての経験を生かして、戦後の深刻な経済不況を邦が生き残ることに貢献した。
この期間、ジェニファーは徐々に国政への関心を深めた。ジェームズ・マディソン、ジョン・ディキンソン、および親友のジョージ・ワシントンと共に、力のない連合規約の下で持ち上がった経済的および政治的な問題を解決する方法を探り始めた。その結果、マウントバーノン会議に出席し、最終的には憲法制定会議に向かうことになった。

## 憲法制定会議
旧友のベンジャミン・フランクリンと同様に、フィラデルフィアの憲法制定会議では年長の政治家としての立場を享受した。日々続く会議の活動にはその高齢が傷害になったが、幾つかの重要な問題には態度を明確にした。大規模プランテーションを経営した事業家としての経験によって、財務的また商業的安定を確保するためには、活動的な中央政府が必要と確信した。この目的のために、人民を代表する議会が課税する権限を持つ諸邦の強く恒久的な連合に賛成した。新しい政府の継続性を心配し、下院議員の任期3年に賛成した。あまりに度々選挙があると、無関心を導き、傑出した者が議員になりたくなくなると結論づけた。この論点では多数票を得たが、ジェニファーの反応は政府の計画について代議員の合意を形成する能力にとって脅威であった。「最初の月にはほんの端緒を掴んだだけであり、2月目は我々が永久に飛び散ってしまうかのように見えた。しかし我々はわずかな日々で80年来の友人のように密接になった。」
フィラデルフィアでは最年長の代議員として、その名声を強く恒久的な諸邦の連合のために働かせた。同時代人はジェニファーの良質なユーモアと人好きのする性格に注目し、それが会議中に多くの友人を作らせた。憲法への署名を拒んだルーサー・マーティンが、メリーランドの人民が憲法を承認すれば自分は処刑される怖れがあると言ったとき、ジェニファーは、マーティンがフィラデルフィアに留まって出身邦では処刑されないようにしておけばよいと、ユーモアを交えて言った。ジェニファーはフランクリン共々、代議員の反対する見解を仲裁し、会議を成功に導く妥協を生むために「笑い」を使った。

## 死と遺産
憲法制定会議後、ジェニファーはアナポリス近くの大きなプランテーションであるステップニーに引退し、1790年にそこで死んだ。その遺書では、およそ16,000エーカー (64 km2)の保有土地を甥のダニエル・ジェニファーに譲り、全ての奴隷は彼の死後に解放するよう指示した。